# Prosoplus persimilis
Prosoplus persimilis är en skalbaggsart som beskrevs av Stefan von Breuning 1938. Prosoplus persimilis ingår i släktet Prosoplus och familjen långhorningar. Inga underarter finns listade i Catalogue of Life.